# 多布龙海吉
多布龙海吉，是匈牙利佐洛州所辖的一个村，总面积2.15平方公里，总人口139，人口密度64.7人/平方公里（2010年1月1日）。